# عشيرة سدير (المجمعة)
عشيرة سدير، هي قرية من فئة (أ) تقع في محافظة المجمعة، والتابعة لمنطقة الرياض في السعودية. وتبعد عشيرة سدير عن محافظة المجمعة بمسافة تقارب (60) كم.